# روبرت هيو بنسون
روبرت هيو بنسون (بالإنجليزية: Robert Hugh Benson)‏ (18 نوفمبر 1871 - 19 أكتوبر 1914 في سالفورد) درامي، وروائي، وكاهن كاثوليكي، وكاتب خيال علمي، وكاتب للأطفال من المملكة المتحدة لبريطانيا العظمى وأيرلندا.

## معرض صور

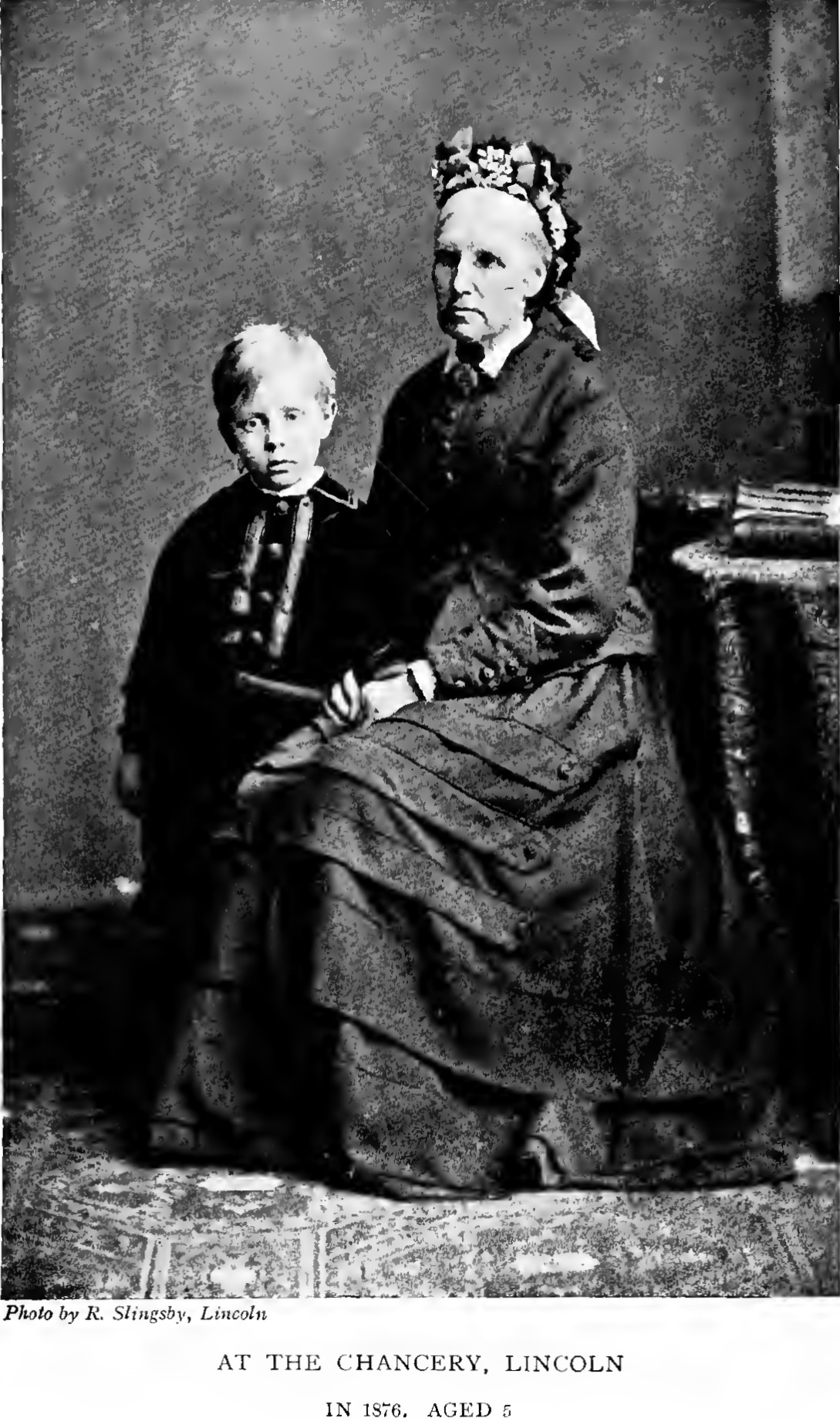
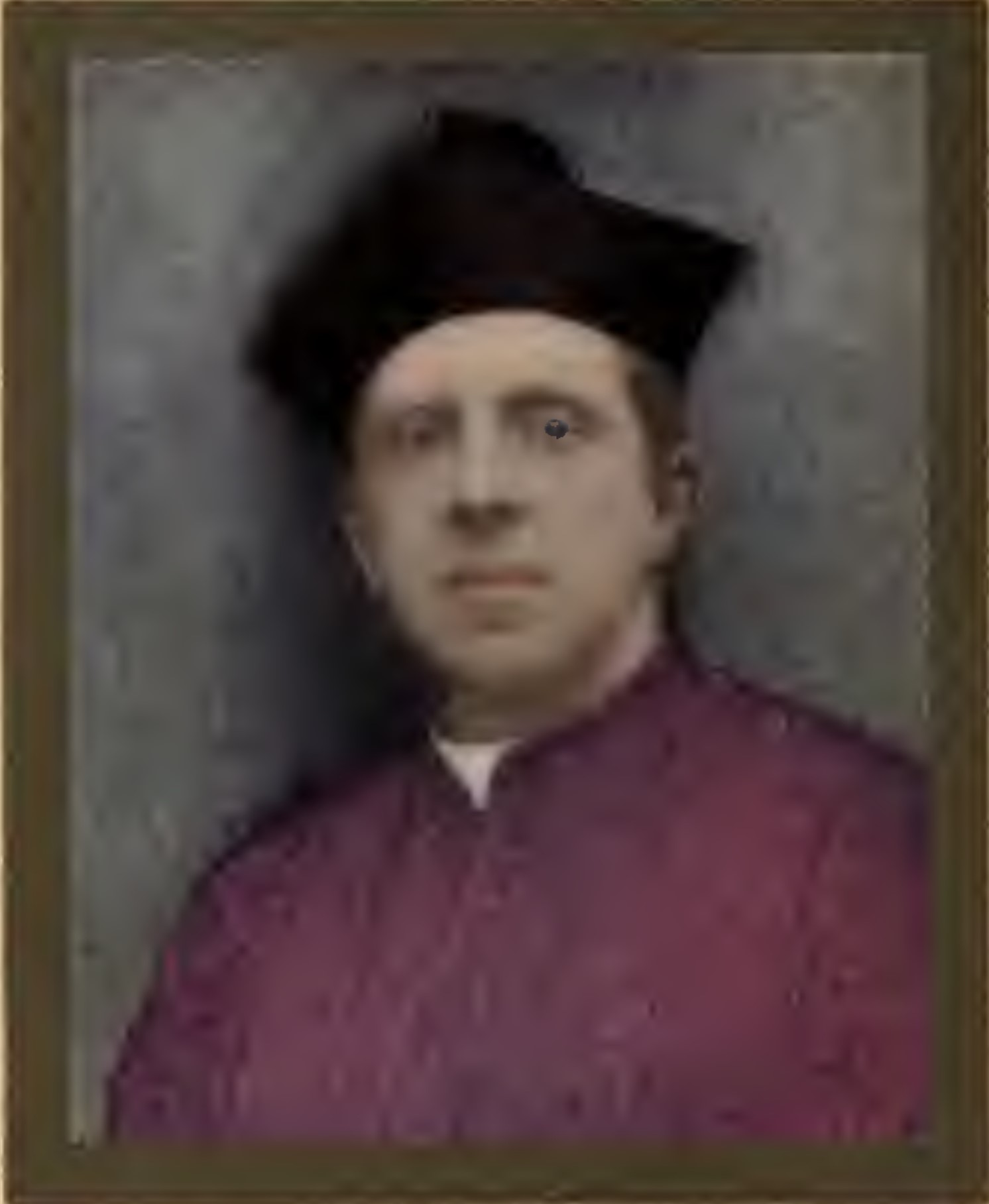
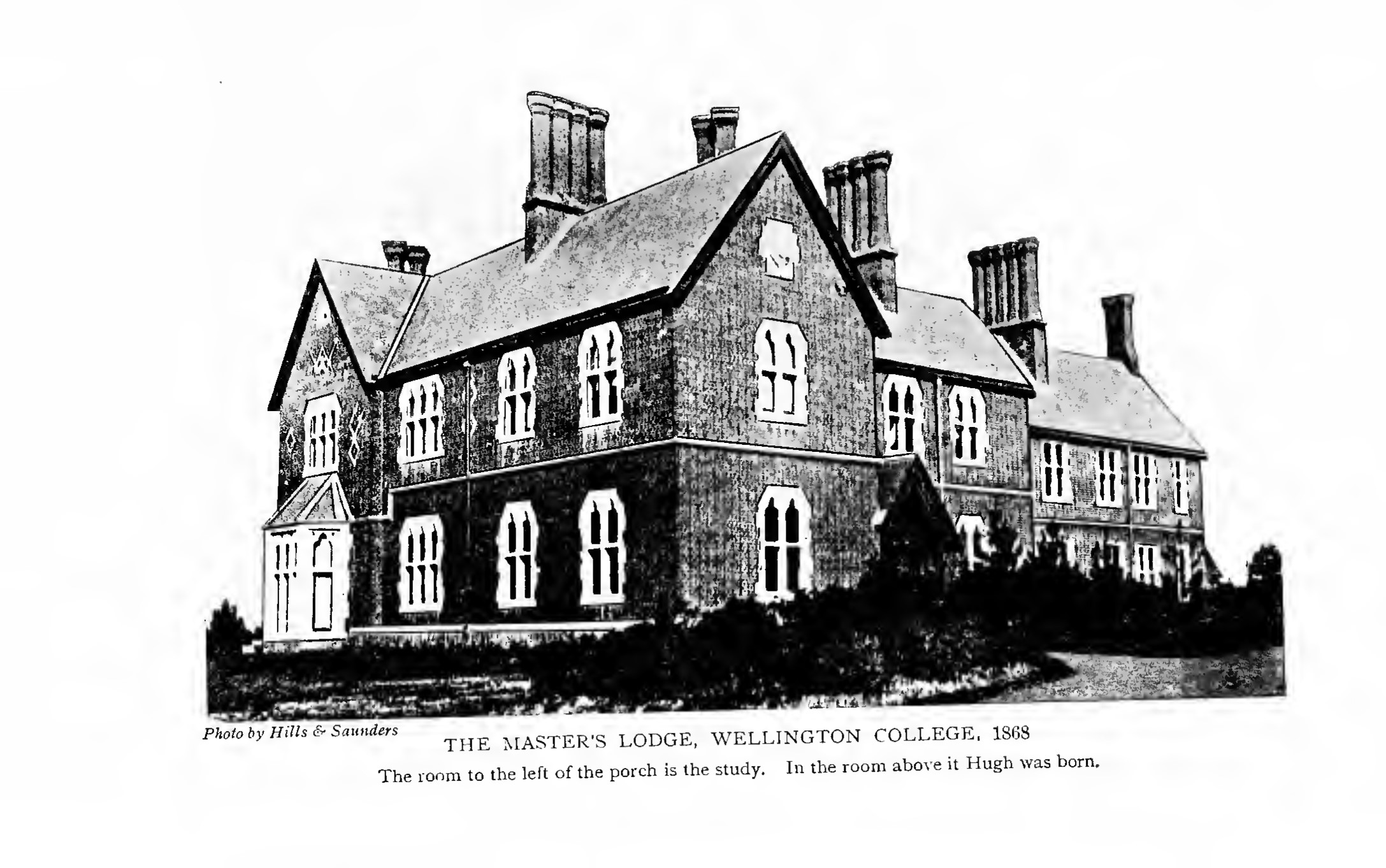
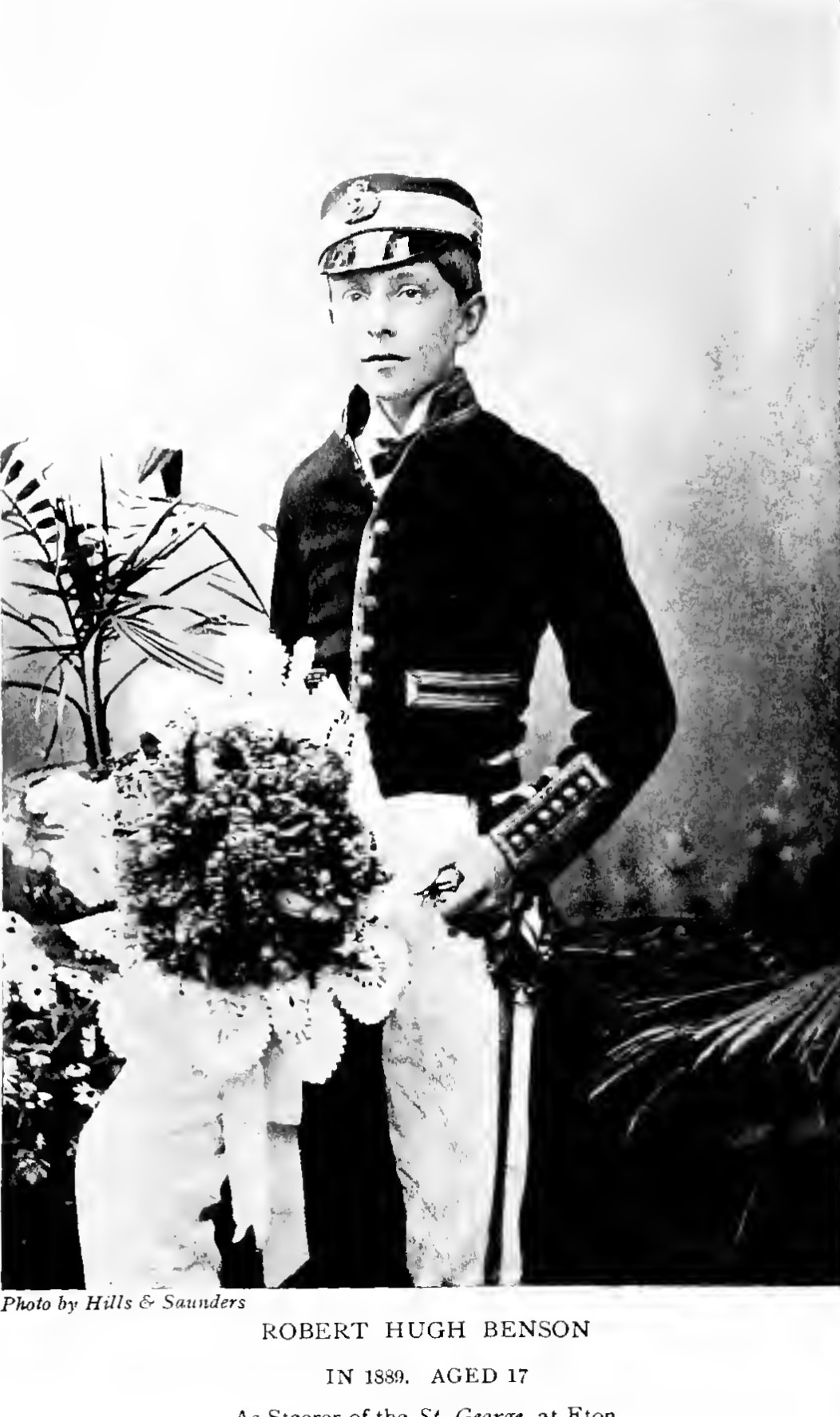
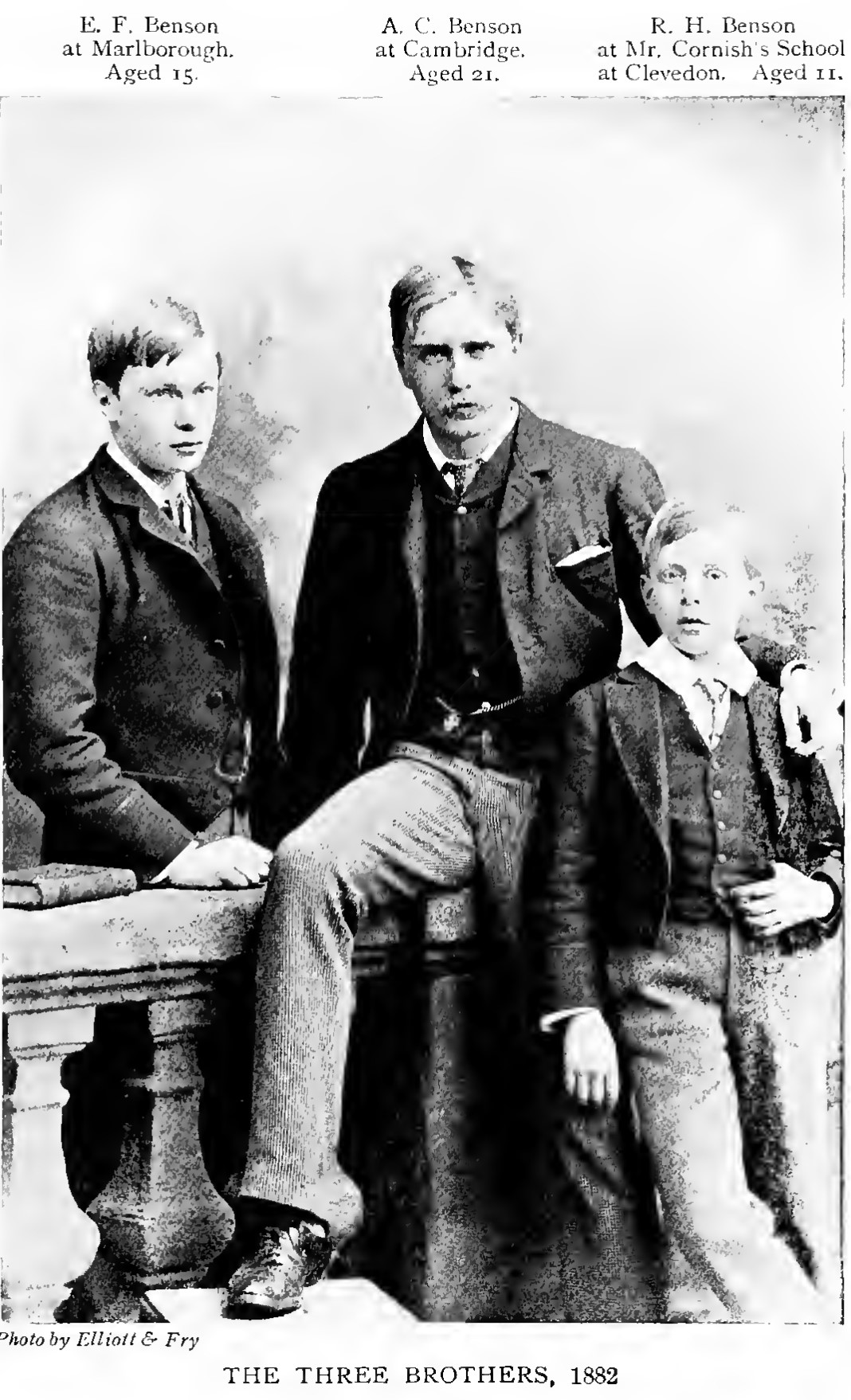